# Kluse (Lüdenscheid)
Kluse ist die Bezeichnung eines Stadtteils von Lüdenscheid und gehört zum statistischen Bezirk 04 (Tinsberg / Kluse) von der Kreisstadt Lüdenscheid im westlichen Sauerland, Nordrhein-Westfalen. Speziell die Kluser Straße, die Wiesenstraße, die Kampstraße und Teile der Werdohler Straße sowie die umliegenden Straßenzüge werden zur Kluse gezählt. Nördlich von der Kluse schließt sich der Stadtteil Tinsberg an. Im Süden von der Kluse liegt der Stadtteil Innenstadt und im Westen der Stadtteil Grünewald, während sich im Osten die Stadtteile Eichholz und Honsel anschließen. Im Jahr 2009 hatte die Kluse durch viele junge Familien neben dem Vogelberg das jüngste Durchschnittsalter der Bevölkerung von ganz Lüdenscheid. Große Teile des Stadtteils Worth werden seit 2010 ebenfalls zum statistischen Bezirk 04 (Tinsberg/Kluse) gezählt.

## Bildungseinrichtungen

### Geplante Kindertagesstätte der Arbeiterwohlfahrt (AWO) in der Kluser Schule
Die alte Kluser Schule, an der Kluser Straße 35, die bis 2013 Sitz mehrerer Vereine war, soll künftig drei neue Kindertagesstätte-Gruppen für Kinder unter 3 Jahre beherbergen. Deshalb erhielten die dort ansässigen Vereine bereits ihre Kündigungen. Vorher war das Gebäude bereits als früherer Standort des Offenen Ganztags der nahen Grundschule Tinsberg genutzt worden.
Am 21. Januar 2013 erschien ein Bericht in den Lüdenscheider Nachrichten, aus dem hervorging, dass die Neueröffnung von einem Kindergarten in der Kluser Schule momentan in Planung ist. Nachdem in den Tagen zuvor intensiv nach einem Träger für die Kindertagesstätte gesucht wurde, schlug die Verwaltung der Stadt Lüdenscheid dem Jugendhilfeausschuss die Awo als Träger vor. Insgesamt soll es in der neuen Kita in der Kluser Schule 60 Plätze, darunter 18 für die U3-Betreuung, geben. Die Awo unterhält zudem momentan den „Kindertreff Kluser Schule“ in dem Gebäude. Am 29. Januar 2013 stimmte der Jugendhilfeausschuss der Verwaltungsvorlage einhellig zu, dass die Awo auch der Träger für die neue Kindertagesstätte an der Kluser Schule sein soll.
Am 6. April 2013 erschien ein weiterer Bericht in den Lüdenscheider Nachrichten, dass die Stadtverwaltung von Lüdenscheid in der alten Kluser Schule und am Duisbergweg zwei neue Umbauprojekte auf den Weg bringen will, um den Mangel an Kindergartenplätzen für Kinder unter drei Jahren (U3) weiter zu entschärfen.
561.000 Euro an Umbaukosten hat der Stadtrat für die Kluser Schule in seiner Sitzung am 15. April außerplanmäßig bereitgestellt. Davon sollen in dem Gebäude, das heute noch Sitz der Verkehrswacht und weiterer Vereine ist, 60 Kita-Plätze eingerichtet werden, davon 18 im U3-Bereich. Laut der Stadtverwaltung wird davon die Einrichtung 180.000 Euro kosten. Zur Umbau-Finanzierung wird vorgeschlagen, rund 440.000 Euro an Kita-Baumitteln einzusetzen. Hinzu sollen 96.000 Euro an Landesförderung in diesem Jahr kommen, und 25.000 Euro hat die Stadt Lüdenscheid noch, weil sie ein Baudarlehen vorzeitig tilgen konnte. Ein Brandschutzgutachten wurde ebenfalls bereits vorab in Auftrag gegeben, denn die Zeit drängt: Ab dem 1. August gelte der Rechtsanspruch für Kinder unter drei Jahren auf einen Platz im Kindergarten.
Aus einem Bericht der Lüdenscheider Nachrichten vom 17. April 2013 wurde bekannt, dass sich die Umbaukosten für die Kluser Schule nun auf 541.000 Euro belaufen werden. Die Bauanträge dafür seien lt. der Stadtverwaltung von Lüdenscheid bereits gestellt.
Am 23. Dezember 2013 erschien ein weiterer Bericht in den Lüdenscheider Nachrichten, dass der Umbau in der Kluser Schule momentan auf Hochtouren läuft. Das Haus selbst stammt aus dem Jahr 1884. Neben einer grundlegenden Modernisierung der Räume war die Erneuerung der Decken notwendig geworden, da die vorhandenen Holzbalkenkonstruktionen gravierende statische und bauliche Mängel aufwiesen.
Das ehemalige Gebäude der Verkehrswacht und diverser anderer Vereine soll in der Stadt Lüdenscheid den Mangel an Kindergartenplätzen demnächst deutlich reduzieren. 60 neue Kita-Plätze sollen geschaffen werden, 18 davon sind für Kinder unter drei Jahren vorgesehen. Durch die zusätzlich nötigen Arbeiten bei der Kernsanierung hatte sich das Bauvolumen von 600.000 Euro auf fast eine Million Euro erhöht. Davon entfallen etwa 180.000 Euro auf die Einrichtung des Hauses. Am 1. August 2014 soll die Eröffnung des Gebäudes als Kindertagesstätte erfolgen. Ab diesem Tag gilt auch der Rechtsanspruch für Kinder unter drei Jahren auf einen Kindergartenplatz.

### Vorhandene Kindertagesstätte der Arbeiterwohlfahrt (AWO) im Mehrgenerationenhaus am Duisbergweg
Am Duisbergweg 3 gibt es bereits seit einigen Jahren die AWO-Kindertagesstätte Duisbergweg im Mehrgenerationenhaus. Momentan umfasst er 2 Gruppen, die Kinder zwischen 4 Monaten und dem Schuleintritt betreuen.
Im Mehrgenerationenhaus der Awo am Duisbergweg werden ebenfalls neue Kitaplätze geschaffen, und auch hier sollen neue U3-Plätze hinzukommen. Daher befasste sich der Bauausschuss am 10. April 2013 mit dem Vorhaben einer Erweiterung des Gebäudes auf den bisher vorhandenen Gartenbereich. Deshalb seien laut Verwaltung für dieses Bauvorhaben weder eine frühzeitige Bürgerbeteiligung noch die Befragung der Träger öffentlicher Belange wie etwa Stadtwerke oder Umweltschutzbehörden, notwendig. Doch auch im beschleunigten Verfahren zum Bebauungsplan Duisbergweg sollen sich Bürger zu Wort melden können, sobald die fertigen Pläne öffentlich ausgelegt werden.

## Infrastruktur

### Allgemein
Für die einen ein problembeladener Brennpunkt, für die anderen ein lebendiger Stadtteil mit guten sozialen Angeboten – am Erscheinungsbild der Kluse scheiden sich mitunter die Geister.
Die Struktur des Stadtteils ist vor allem durch zahlreiche Mehrfamilienhäuser aus verschiedenen Bauepochen geprägt. Viele dieser Häuser wurden in den letzten Jahren aufwendig saniert. Neben den Wohnhäusern gibt es einen Supermarkt mit verkleinertem Sortiment sowie eine Reihe von kleineren Geschäften in dem Stadtteil. Besonders um den zentral gelegenen Bus- und Straßenknotenpunkt Kluser Platz gruppieren sich einige Einzelhandel- und viele Gastronomieeinrichtungen.
Außerdem enthält die Kluse ein Hotel sowie mehrere Arztpraxen und zwei Apotheken sowie einige Spielhallen. Abgerundet wird das Einzelhandelsangebot durch Geschäfte aus vielen anderen Branchen und Bereichen. In der Nähe des Kluser Platz ist zudem ein Kino mit zwei Sälen angesiedelt. Das Kino wurde bereits im Jahr 1956 eröffnet und seitdem bereits mehrmals umgestaltet. Das Foyer des Kinos gehört seit 1990 außerdem als Nr. 101 zur Liste der Baudenkmäler in Lüdenscheid. Das Gebäude steht heute in Privatbesitz.

### Einzelhandel
Fußläufig gibt es für ein weites Einzugsgebiet nur einen Supermarkt, der aber nicht das volle Sortiment führt. 
Innerhalb der letzten Jahre gibt es massive Probleme mit Leerständen in den bestehenden Geschäftslokalen des Stadtteils. Lt. der Stadt Lüdenscheid nehme jedoch der Versorgungsbereich des Stadtteils Kluse nach dem bestehenden Einzelhandelskonzept immer noch eine nicht unwesentliche Grundversorgungsfunktion für die umliegenden Stadtbezirke Worth, Eichholz und Tinsberg wahr. Deshalb soll der Stadtteil Kluse weiter aufgewertet und durch neue Geschäftsansiedlungen wieder attraktiver gemacht werden.
In den 1950er Jahren gab es bereits mehr als 30 Geschäfte in der Kluse. Die Kluser Straße galt damals bei vielen Lüdenscheidern als beliebte Einkaufsstraße. Dadurch konnte man dort alles für den täglichen Bedarf bekommen und der Stadtteil fungierte viele Jahre lang als Ergänzung zur Innenstadt von Lüdenscheid.

### Gewerbe- und Industriegebiet
An der Wiesenstraße besteht bereits seit einigen Jahrzehnten ein ausgedehntes Gewerbe- und Industriegebiet.
An der unteren Wiesenstraße, auf dem Gelände eines ehemaligen Betriebes, entstand in den letzten Jahren zudem ein großes Gartencenter.

### Nachnutzung des Hotel Kluse
Am 22. Oktober 2014 gab der Besitzer des Hotel Kluse am Kluser Platz bekannt, dass er den Pachtvertrag nicht mehr verlängert hat und größere Umbauarbeiten an dem Gebäude durchführen möchte. Momentan wartet er noch auf die Umbaugenehmigung der Stadt Lüdenscheid. Wie die Nutzung aussehen könnte, ist noch nicht komplett entschieden.

### Stadtteilgruppe
Es existiert eine Stadtteilgruppe für die Kluse, die sich regelmäßig trifft, um Probleme und Veranstaltungen in dem Stadtteil besprechen zu können.

## Sehenswertes
Die unterschiedlichen Architekturstile des Stadtteils Kluse sowie die ausgedehnten Fußwege in dem Viertel laden zu Spaziergängen ein. Am Bahnhof sowie dem nahegelegenen Rathaus- und Sternplatz in der Innenstadt selbst kann man die massive Entwicklung der umliegenden Stadtteile am besten betrachten. Für Kinder gibt es einige neu gestaltete Spielplätze und einen Sportplatz in dem Stadtteil.

## Verkehrsanbindung

### Bahnverkehr
In der Nähe der Kluse befindet sich der Bahnhof Lüdenscheid, der durch die Volmetal-Bahn eine stündliche Zugverbindung nach Schalksmühle, Hagen, Herdecke und Dortmund sicherstellt.

### Busverkehr
Vom zentral gelegenen Busknotenpunkt „Kluser Platz“ verkehren zahlreiche innerstädtische und regionale Busverbindungen der Märkischen Verkehrsgesellschaft (MVG).
Weitere wichtige Bushaltestellen in dem Stadtteil sind: „Gartencenter Kremer“ (ehemals „Zum Weißen Pferd“), „Schmalspurstraße“, „Hauptpost“, „Agentur für Arbeit“  und „Humboldtstraße“.

### Straßenverkehr
Die Anbindung an das Bundesautobahnnetz erfolgt über die Abfahrt Nr. 14 Lüdenscheid der A 45. Diese führt Richtung Norden nach Hagen und Dortmund sowie in Richtung Süden nach Siegen, Wetzlar, Gießen und Frankfurt am Main. Weitere Anschlussstellen sind die Abfahrten Nr. 13 Lüdenscheid-Nord und Nr. 15 Lüdenscheid-Süd der A 45. Auch die beiden Bundesstraßen B 54 und B 229 liegen in der Nähe der Kluse und sind innerhalb weniger Fahrminuten gut erreichbar. Einige Parkplätze innerhalb von der Kluse sichern den Autofahrern Parkmöglichkeiten zu.